# Taylorcraft
Taylorcraft – amerykańska wytwórnia samolotów jednosilnikowych założona w 1935 r. przez Clarence Gilberta Taylora z siedzibą w Brownsville w stanie Teksas.

## Historia
W 1929 roku Clarence Gilbert Taylor założył Taylor Brothers Aircraft Corporation. Firma rozpoczęła produkcję samolotu Taylor E–2 Cub, która zakończyła się w 1936 roku. W wyniku presji udziałowców spółki w 1935 r. Taylor sprzedał swoje udziały oraz odszedł z firmy. Następnie założył wytwórnie samolotów Taylor Aircraft. Działalność przedsiębiorstwa rozpoczęto od udoskonalenia Taylor E-2 Cub oraz produkcji samolotu Taylor J–2 Cub. W 1937 r. Taylor zaprojektował model Taylorcraft A. W 1939 r. firma  zmieniła nazwę na Taylorcraft Aviation Company oraz została przeniesiona do Alliance w stanie Ohio . W 1939 i 1940 r. Taylor zbudował modele BL-65, BC-65 i BF-60. Wszystkie trzy modele były wersjami tego samego płatowca z silnikiem Continental, Lycoming lub Franklin. W trakcie II wojny światowej Taylorcraft zbudował model L-2. Podczas wojny samoloty Taylorcraft stały się trzonem brytyjskiej Air Observation Post. Produkcja była wspomagana przez Taylorcraft Airplanes Ltd – zależną spółkę z siedzibą w Anglii. Po wojnie wzrosła sprzedaż samolotów Taylorcraft. W 1947 r. Clarence Taylor został zmuszony do opuszczenia firmy. W następnych latach Taylorcraft był kilkakrotnie sprzedawany. Kolejni właściciele przedsiębiorstwa kontynuowali projekty Clarence Gilberta Taylora. Siedziba firmy została przeniesiona do Brownsville w stanie Teksas.

## Produkowane samoloty
Do samolotów produkowanych przez Taylorcraft należą:
- Taylor Cub;
- Taylorcraft A, B, D;
- Taylorcraft L-2 Grasshopper;
- Taylorcraft LBT;
- Taylorcraft TG-6;
- Taylorcraft Ace;
- Taylorcraft Tourist;
- Taylorcraft Traveler;
- Taylorcraft De Luxe 65;
- Taylorcraft De Luxe 85;
- Taylorcraft F-19 Sportsman;
- Taylorcraft Special De Luxe;
- Taylorcraft 20 Ranch Wagon;
- Taylorcraft 20 Topper;
- Taylorcraft Seabird;
- Taylorcraft Zephyr;
- Taylorcraft F-21;
- Taylorcraft F-22.